# Chris Wideman
Chris Wideman (* 7. Januar 1990 in St. Louis, Missouri) ist ein ehemaliger US-amerikanischer Eishockeyspieler. Der Verteidiger bestritt unter anderem 291 Partien für die Ottawa Senators, Edmonton Oilers, Florida Panthers und Canadiens de Montréal in der National Hockey League (NHL).

## Karriere

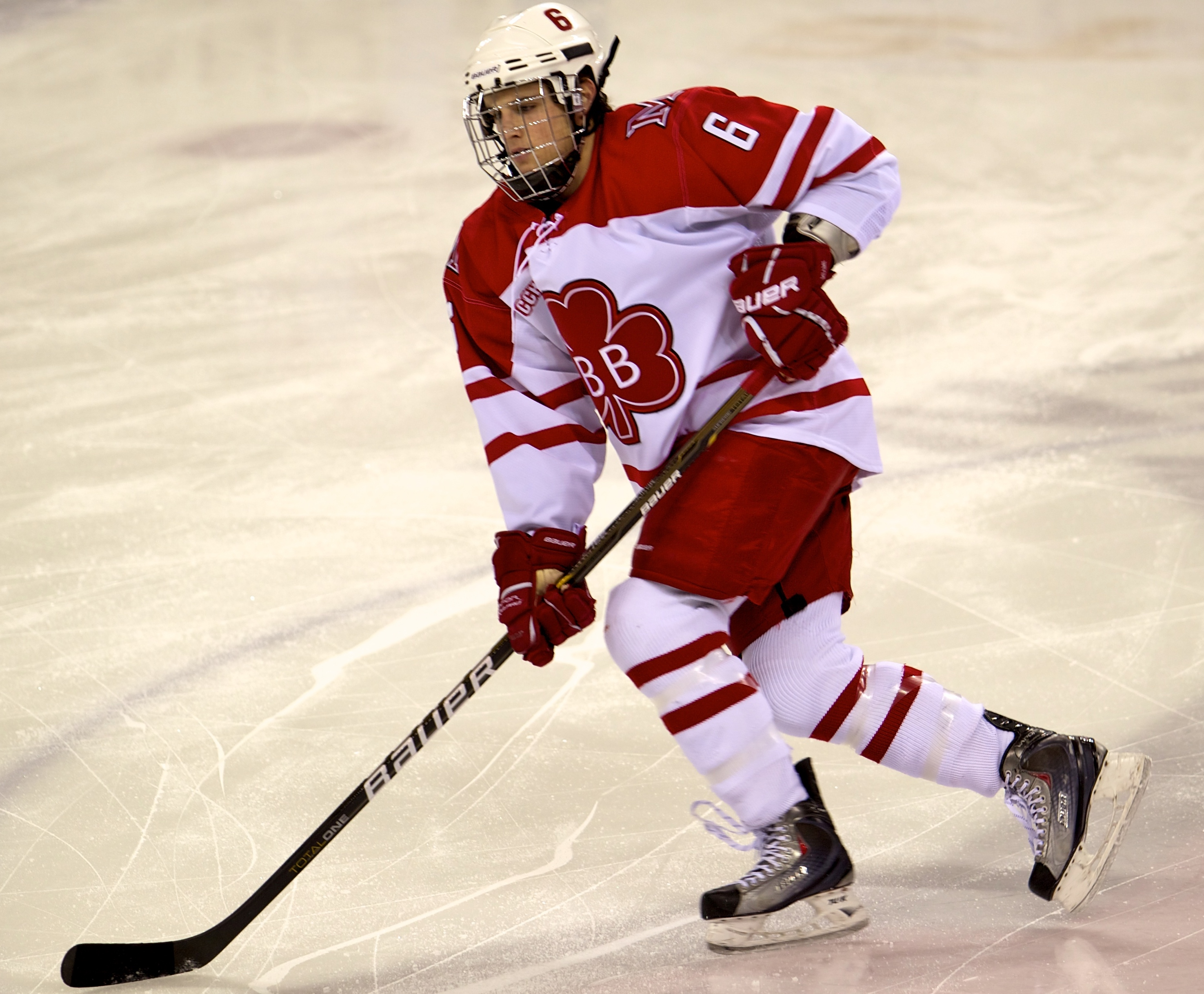
Wideman im Trikot der Miami University (2011)

Wideman begann seine Karriere in der Saison 2007/08 bei den Cedar Rapids Roughriders in der Juniorenliga United States Hockey League. Zwischen 2008 und 2012 stand er für das Universitätsmannschaft der Miami University in der Central Collegiate Hockey Association (CCHA), welche in den Spielbetrieb der National Collegiate Athletic Association (NCAA) eingegliedert ist, auf dem Eis. In der Saison 2010/11 erzielte der US-Amerikaner insgesamt 24 Scorerpunkte in 41 Spielen und war damit als punktbester Verteidiger maßgeblich am Gewinn der Conference-Meisterschaft seiner Mannschaft beteiligt. Im gleichen Jahr wurde er darüber hinaus ins Second All-Star Team der CCHA gewählt.
Im März 2013 unterschrieb Wideman einen Einstiegsvertrag bei den Ottawa Senators, welche sich zuvor im Rahmen des NHL Entry Draft 2009 die Transferrechte an ihm gesichert hatten. Zunächst kam der Verteidiger in den folgenden drei Spielzeiten ausschließlich beim Farmteam Binghamton Senators in der American Hockey League zum Einsatz und fungierte ab der Saison 2013/14 als Assistenzkapitän der Mannschaft. In der Saison 2014/15 war Wideman mit 19 Treffern und 42 Torvorlagen der offensivstärkste Verteidiger der Liga und wurde infolgedessen mit dem Eddie Shore Award als bester Defensivspieler der AHL ausgezeichnet sowie ins First All-Star Team gewählt. Nachdem sein Vertrag im Sommer 2015 um ein weiteres Jahr verlängert worden war, konnte sich der US-Amerikaner in der Saisonvorbereitung für den NHL-Kader der Senators empfehlen und war seit Beginn der Saison 2015/16 fester Bestandteil des Teams. Im November 2015 erzielte Wideman im Spiel gegen die Carolina Hurricanes sein erstes Tor in der höchsten Spielklasse Nordamerikas. Aufgrund einer Oberschenkelverletzung fiel er den Großteil der Spielzeit 2017/18 aus, blieb aber bis in die Spielzeit 2018/19 Stammspieler beim Team aus der kanadischen Hauptstadt.
Widemans Zeit im Franchise der Ottawa Senators kam schließlich Ende November 2018 nach mehr als sechs Jahren zu einem Ende, als er im Tausch für ein konditionales Sechstrunden-Wahlrecht im NHL Entry Draft 2020 an die Edmonton Oilers abgegeben wurde. Bei den Oilers wiederum war der Verteidiger nur knapp einen Monat aktiv, bis er Ende Dezember 2018 samt einem Drittrunden-Wahlrecht im NHL Entry Draft 2019 zu den Florida Panthers transferiert wurde. Im Gegenzug wechselte Alex Petrovic nach Edmonton. Die Oilers besitzen aus einem früheren Tauschgeschäft neben ihrem eigenen noch das Drittrunden-Wahlrecht der New York Islanders, wobei Florida das höhere der beiden erhalten soll. In Diensten der Panthers bestritt der Abwehrspieler bis Februar 2019 aber nur eine weitere NHL-Partie und kam ansonsten bei den Springfield Thunderbirds in der AHL zu Einsätzen. Nach insgesamt 17 Einsätzen in der gesamten Organisation, darunter eine für die Florida Panthers selbst, wurde er für Jean-Sébastien Dea zu den Pittsburgh Penguins getauscht. Dort beendete der Abwehrspieler die Saison im Farmteam Wilkes-Barre/Scranton Penguins.
Zur Saison 2019/20 erhielt der Free Agent einen Einjahresvertrag bei den Anaheim Ducks, wurde dort im Saisonverlauf aber ausschließlich im Farmteam San Diego Gulls in der AHL eingesetzt. Dort kam er in 53 Einsätzen und 31 Punkten. Um seiner Karriere einen neuen Impuls zu verleihen, entschied sich der US-Amerikaner im Juni 2020 in Europa zu spielen, wo er sich Torpedo Nischni Nowgorod aus der Kontinentalen Hockey-Liga (KHL) anschloss. Nach einer Spielzeit dort, in der er mit 41 Scorerpunkten offensivstärkster Abwehrspieler der gesamten KHL wurde, kehrte er im Juli 2021 in die NHL zurück, indem er einen Einjahresvertrag bei den Canadiens de Montréal unterzeichnete. Dieser wurde im Juni 2022 um zwei weitere Spielzeiten verlängert. Nachdem er allerdings die Spielzeit 2023/24 komplett aufgrund einer Rückenverletzung verpasst hatte, erklärte er seine aktive Karriere im April 2024 offiziell für beendet. Insgesamt hatte Wideman in der NHL 291 Partien bestritten und dabei 78 Scorerpunkte verzeichnet.

### International
Sein Heimatland vertrat Wideman bei der Weltmeisterschaft 2016 in Russland erstmals auf internationalem Niveau und erreichte mit der Mannschaft den vierten Platz. Er selbst kam in allen zehn Turnierspielen der US-Amerikaner zum Einsatz und erzielte dabei sechs Scorerpunkte. Darunter befanden sich zwei Tore. Bei der Weltmeisterschaft 2021 stand er für das Team USA erneut auf dem Eis und gewann dabei die Bronzemedaille.

## Erfolge und Auszeichnungen
| - 2009 CCHA All-Rookie Team - 2011 Mason-Cup-Gewinn mit der Miami University - 2011 CCHA Second All-Star Team - 2014 AHL-Spieler des Monats Oktober | - 2015 Teilnahme am AHL All-Star Classic - 2015 Eddie Shore Award - 2015 AHL First All-Star Team - 2020 Teilnahme am AHL All-Star Classic |

### International
- 2021 Bronzemedaille bei der Weltmeisterschaft

## Karrierestatistik

### International
Vertrat die USA bei:
- Weltmeisterschaft 2016
- Weltmeisterschaft 2021

(Legende zur Spielerstatistik: Sp oder GP = absolvierte Spiele; T oder G = erzielte Tore; V oder A = erzielte Assists; Pkt oder Pts = erzielte Scorerpunkte; SM oder PIM = erhaltene Strafminuten; +/− = Plus/Minus-Bilanz; PP = erzielte Überzahltore; SH = erzielte Unterzahltore; GW = erzielte Siegtore; 1 Play-downs/Relegation; Kursiv: Statistik nicht vollständig)

## Familie
Sein jüngerer Bruder Alex ist ebenfalls professioneller Eishockeyspieler, mit dem er zeitweise an der Miami University und bei den Binghamton Senators zusammen spielte. Hauptsächlich war Wideman jedoch in der ECHL aktiv.